# Hanna Sola
Hanna Sola –en bielorruso, Ганна Сола– (Shumilina, 16 de febrero de 1996), es una deportista bielorrusa que compite en biatlón.
Ganó una medalla de bronce en el Campeonato Mundial de Biatlón de 2021 y una medalla de bronce en el Campeonato Europeo de Biatlón de 2019.
Participó en los Juegos Olímpicos de Pekín 2022, ocupando el cuarto lugar en la prueba de persecución.

## Palmarés internacional
| Campeonato Mundial | Campeonato Mundial           | Campeonato Mundial | Campeonato Mundial |
| Año                | Lugar                        | Medalla            | Prueba             |
| ------------------ | ---------------------------- | ------------------ | ------------------ |
| 2021               | Pokljuka (Eslovenia)         | Medalla de bronce  | Velocidad          |
| Campeonato Europeo |                              |                    |                    |
| Año                | Lugar                        | Medalla            | Prueba             |
| 2019               | Minsk-Raubichi (Bielorrusia) | Medalla de bronce  | Relevo mixto       |